# ميسان (علم الفلك)

ميسان القمر

المَيَسَان أو التَّرَجُّح أو النَّوَدان أو التَّطَوُّح (بالإنجليزية: Libration)‏ هو حركة تذبذبية لجرم يدور في مدار بالنسبة لجرم آخر. ومن أشهر الأجرام في هذه الحركة هو ميسان القمر بالنسبة إلى الأرض وميسان كويكبات طروادة حول المشتري.

## ميسان القمر
للقمر وجه يواجه الأرض بشكل دائم بسبب تأثير جاذبية الأرض على القمر، بالإضافة إلى كتلة الأرض المهولة بالنسبة للقمر، فعلى الرغم من أن حجم القمر يساوي تقريبا ربع حجم الأرض، فإن كتلة القمر تساوي 81/1 من كتلة الأرض، ومع مرور الوقت أدت جاذبية الأرض وكتلتها الكبيرة مقارنة بكتلة القمر إلى تباطؤ في سرعة دوران القمر حول محوره، فأصبح يدور حول محوره في نفس الوقت الذي يستغرقه ليدور حول الأرض، لهذا نرى منه وجه واحد فقط، وعلى الرغم من أن هذا التبسيط هو صحيح إلى حد ما، لكن في كل مرة يدور القمر حول الأرض نستطيع رؤوية أكثر من نصف القمر بقليل (حوالي 59%) بسبب ميسانه.
يوجد هناك ثلاث أنواع من الميسان:
- ميسان طولي ينتج من الانحراف المداري لمدار القمر حول الأرض. فدوران القمر يتقدم أحياناً، وأحياناً يتأخر عن موقعه المداري.
- ميسان عرضي نتيجة الميلان لمحور دوران القمر عن الناظم على مستوي دورانه حول الأرض.
- الميسان النهاري وهو ميسان قليل أثناء اليوم بسبب دوران الأرض.